# Michele Manenti
Michele Manenti (Milano, 15 ottobre 1928 – Milano, 2 gennaio 1988) è stato un calciatore italiano, di ruolo centrocampista.

## Caratteristiche tecniche
Una descrizione di Manenti è fornita dal cronista Boccassi: interno destro, «mezzala classica, regista dalle trame essenziali», non disdegnava «puntate a rete spesse volte risolutive». Marcello Marcellini lo dipinge come un calciatore «molto tecnico, ma anche molto lento [...]. Non eccelle in niente, ma è sufficiente in tutto», sottolineandone anche alcuni limiti caratteriali («viene considerato un po' lazzarone»). Gianni Pignata della Stampa metteva in evidenza che, «sui terreni allentati», Manenti sapeva «mascherare l'handicap della lentezza e far valere le sue doti di efficace regista».
Ezio De Cesari sottolineò il ruolo dell'allenatore Piero Andreoli nella sua maturazione: «capì subito che aveva stoffa, sol che avesse eliminato il dannato difetto di tener troppo la palla avrebbe potuto arrivare lontano. Ci perse un anno a farglielo capire».

## Carriera

### Milan e Modena
Giunse al Milan nel 1948, prelevato dal Magenta. Debuttò in Serie A il 26 dicembre 1948 in Livorno-Milan 2-1; al 13 marzo 1949 risale il primo gol nel massimo campionato, segnato alla Fiorentina. Inserito nella formazione giovanile, vinse la prima edizione del Torneo di Viareggio nell'estate del 1949, segnando, peraltro in finale.
Fu ceduto nello stesso anno al Modena, in Serie B, in cambio di Primo Sentimenti; malgrado un buon numero di gol segnati nelle prime due stagioni «non ebbe fortuna (o, forse troppo giovane, non seppero capirlo)».

### La collaborazione con Piero Andreoli
Nella stagione 1951-1952 Manenti perse il posto da titolare nel Modena; scartato, scese dunque di categoria e si accasò all'Empoli. In Toscana conobbe l'allenatore Piero Andreoli, che lo rivalutò e lo volle con sé quando ricevette, l'anno successivo, l'offerta del Catania, in Serie B.
Manenti fu tra i protagonisti del campionato 1953-1954, che si concluse con la prima promozione in massima serie della squadra siciliana: vinse la classifica dei cannonieri e il Corriere dello Sport lo indicò come miglior interno destro del torneo. Il cronista De Cesari definì Manenti «la migliore mezz'ala del campionato», e scrisse della coppia formata da lui e Giovanni Marin come del «segreto di Andreoli [...]: il gioco della squadra l'hanno trasformato loro».
Al termine del campionato 1954-1955 nel quale Manenti giocò con regolarità contribuendo alla conquista della salvezza, una retrocessione a tavolino (per il cosiddetto "Scandalo Scaramella") e una difficile situazione finanziaria costrinsero la società rossazzurra a cambiamenti nella dirigenza e nell'organico: Manenti fu tra i calciatori destinati alla cessione.

### Alessandria e ultimi anni
Fu dunque tesserato, per una cifra «abbastanza considerevole», dall'Alessandria per la stagione 1955-1956; per questioni burocratiche, poté esordire solamente nel mese di novembre, il giorno 6, sul campo del Brescia (che vinse 1-0). Nel corso di questo primo campionato in maglia cinerina ottenne la conferma. La Stampa ne sottolineò l'importanza per la manovra offensiva e l'incostanza: «giocatore di valore ma dal temperamente alquanto difficile, non ha ancora dimostrato di valere la somma spesa per ingaggiarlo. Al suo rendimento resta comunque legata l'efficienza del quintetto avanzato grigioazzurro». Nella stagione successiva formò una valida coppia d'interni con Alessandro Vitali e si dimostrò invece «determinante»: con l'Alessandria ottenne la seconda promozione personale in Serie A.
Tornato nel massimo campionato negli anni della maturità risentì di qualche difficoltà e, con gli arrivi di Antonio Marcellini e Carlo Tagnin, giocò nelle due stagioni successive da riserva, con minor frequenza; disputò l'ultima gara in Serie A il 12 aprile 1959 (Triestina-Alessandria 2-0). Giocò ancora alcune partite in C con la Salernitana, allenandola anche nel febbraio 1960, nel periodo intercorso tra l'esonero di István Mike Mayer e l'ingaggio di Pietro Piselli, lasciando in quest'annata le sue ultime tracce nel mondo del calcio professionistico.
Venne sepolto al Cimitero Maggiore di Milano, che ne conserva i resti in una celletta.

## Statistiche

### Presenze e reti nei club
| Stagione           | Squadra            | Campionato         | Campionato | Campionato | Coppe nazionali | Coppe nazionali | Coppe nazionali | Totale | Totale |
| Stagione           | Squadra            | Comp               | Pres       | Reti       | Comp            | Pres            | Reti            | Pres   | Reti   |
| ------------------ | ------------------ | ------------------ | ---------- | ---------- | --------------- | --------------- | --------------- | ------ | ------ |
| 1947-1948          | Magenta            | B                  | ?          | ?          | –               | –               | –               | ?      | ?      |
| 1948-1949          | Milan              | A                  | 3          | 1          | –               | –               | –               | 3      | 1      |
| 1949-1950          | Modena             | B                  | 29         | 14         | –               | –               | –               | 29     | 14     |
| 1950-1951          | Modena             | B                  | 31         | 17         | –               | –               | –               | 31     | 17     |
| 1951-1952          | Modena             | B                  | 9          | 0          | –               | –               | –               | 9      | 0      |
| Totale Modena      | Totale Modena      | Totale Modena      | 69         | 31         | –               | –               | –               | 69     | 31     |
| 1952-1953          | Empoli             | C                  | 22         | 4          | –               | –               | –               | 22     | 4      |
| 1953-1954          | Catania            | B                  | 29         | 15         | –               | –               | –               | 29     | 15     |
| 1954-1955          | Catania            | A                  | 25         | 3          | –               | –               | –               | 25     | 3      |
| Totale Catania     | Totale Catania     | Totale Catania     | 54         | 18         | –               | –               | –               | 54     | 18     |
| 1955-1956          | Alessandria        | B                  | 25         | 5          | –               | –               | –               | 25     | 5      |
| 1956-1957          | Alessandria        | B                  | 23+1       | 6          | –               | –               | –               | 24     | 6      |
| 1957-1958          | Alessandria        | A                  | 16         | 4          | CI              | 2               | 0               | 18     | 4      |
| 1958-1959          | Alessandria        | A                  | 17         | 4          | CI              | 1               | 0               | 18     | 4      |
| Totale Alessandria | Totale Alessandria | Totale Alessandria | 82         | 19         | –               | 3               | 0               | 85     | 19     |
| 1959-1960          | Salernitana        | C                  | 7          | 1          | –               | –               | –               | 7      | 1      |
| Totale carriera    | Totale carriera    | Totale carriera    | 237+       | 74+        | –               | 3               | 0               | 240+   | 74+    |

## Palmarès

### Club

#### Competizioni giovanili
- Torneo di Viareggio: 1

Milan: 1949

#### Competizioni nazionali
- Campionato italiano di Serie B: 1

Catania: 1953-1954

### Individuali
- Capocannoniere della Serie B: 1

1953-1954 (15 gol)